# Tanaka Chigaku
 (août 2015).
 (août 2015).
Si vous disposez d'ouvrages ou d'articles de référence ou si vous connaissez des sites web de qualité traitant du thème abordé ici, merci de compléter l'article en donnant les références utiles à sa vérifiabilité et en les liant à la section « Notes et références ».
Tanaka Chigaku (田中智學, 14 décembre 1861 – 17 novembre 1939) est un orateur et prêcheur public japonais adepte du bouddhisme de Nichiren, ayant notamment pratiqué dans le parc de Ueno à Tokyo.  
C’est une Branche du bouddhisme Mahayana datant du XIIIe siècle fondée par le prêtre Nichiren. Tanaka Chigaku crée le néologisme Nichirenisme, par l'ajout du suffixe « -shugi » (日蓮主義 (Nichirenshugi)). 
« Chigaku » est le prénom qu'il s'est choisi, il associe les idées de « savoir » et de « sagesse ».
Novice dans sa jeunesse au début de l'ère Meiji, Chigaku est un moine qui s'est marié, ce qui est contraire aux pratiques religieuses.
En 1904, il fonde sa propre secte qui comptera 7000 adeptes, en grande partie issus des milieux militaires. Le plus célèbre d'entre eux est l'amiral Togô Heihachirô, le vainqueur de la flotte russe à la bataille de Tsushima en 1905.
Cette secte servira de paravent à un mouvement militant : le Kokuchûkai ou « Association du pilier national ». Il est d'ailleurs celui qui rendit populaire le slogan « Hakkô ichiu », largement repris par le gouvernement japonais lorsque la guerre éclata avec la Chine. 
Chigaku publie ses écrits en une quarantaine de volumes. Il s'inspire des prophéties et de l'œuvre missionnaire de Nichiren qui prédit une apocalypse à la suite de laquelle la loi de Bouddha régnera sur le monde.[réf. nécessaire] 
Ses convictions nationalistes et impérialistes se durciront à la fin de sa vie: il prétendra par exemple que l'invasion de la Mandchourie par le Japon en 1931 n'était qu'une étape d'un plan divin permettant au "véritable" bouddhisme Nichiren de se répandre en Asie.